# Malgobek
Malgobek (russisch Малгобек, inguschisch МагӀалбике/Maghalbike) ist eine Stadt in der Republik Inguschetien im russischen Föderationskreis Nordkaukasus mit 31.018 Einwohnern (Stand 14. Oktober 2010).

## Geografie
Die Stadt liegt am Nordrand des Großen Kaukasus, unmittelbar südlich des dem Gebirge vorgelagerten Terek-Kammes etwa 40 km nördlich der Republikhauptstadt Magas.
Malgobek ist der Republik administrativ direkt unterstellt und zugleich Verwaltungszentrum des gleichnamigen Rajons.
Nächstgelegene Eisenbahnstation ist Mosdok in Nordossetien-Alanien, etwa 35 Straßenkilometer nördlich.

## Geschichte
Malgobek wurde 1935 als Arbeitersiedlung gegründet, nachdem dort Erdöllagerstätten entdeckt worden waren. Zuvor bestanden in der Nähe bereits die tschetschenischen Dörfer Malgobek-Balka und Tschetschen-Balka. Der inguschische Name steht für den Titel des Oberbefehlshabers, dem dieses Gebiet in früheren Zeiten gehörte. Bereits 1939 erhielt der Ort das Stadtrecht. Nach der Ortsgründung bestand die Bevölkerung zunächst mehrheitlich aus Russen, die bis in die 1960er-Jahre die größte ethnische Gruppe in Malgobek darstellten.
Im Zweiten Weltkrieg wurde Malgobek von den deutschen Truppen im Rahmen des Unternehmens Edelweiß am 12. September 1942 eingenommen und am 3. Januar 1943 von der Roten Armee zurückerobert.
In den 1990er Jahren verdoppelte sich die Einwohnerzahl der Stadt durch Flüchtlinge infolge des Tschetschenienkrieges. Tschetscheniens Präsident Ramsan Kadyrow erhob mehrmals Gebietsansprüche seiner Republik auf Malgobek und das umliegende Gebiet.
Die russische Bevölkerung der Stadt hat Malgobek seit den 1960er-Jahren weitgehend verlassen; 2010 lebten nur noch knapp 500 Russen in der Stadt.

### Bevölkerungsentwicklung
| Jahr | Einwohner |
| ---- | --------- |
| 1939 | 12.419    |
| 1959 | 13.949    |
| 1970 | 20.548    |
| 1979 | 20.563    |
| 1989 | 20.364    |
| 2002 | 41.876    |
| 2010 | 31.018    |

Anmerkung: Volkszählungsdaten

## Kultur und Sehenswürdigkeiten
Malgobek besitzt ein Heimatmuseum.

## Wirtschaft
Neben der Erdölförderung durch Inguschneftegasprom, die allerdings in den vergangenen Jahren durch die Nähe zu Tschetschenien beeinträchtigt war, gibt es Betriebe der Bauwirtschaft und der Lebensmittelindustrie.

## Söhne und Töchter der Stadt
- Magomed Jewlojew (1971–2008), Journalist

## Städtepartnerschaften
Partnerstadt von Malgobek ist seit 2015 das belarussische Brest.